# 芒特奧利夫 (伊利諾伊州)
芒特奧利夫（英語：Mount Olive）是一個位於美國伊利諾伊州馬庫平縣的城市。

## 地理
芒特奧利夫的座標為39°04′18″N 89°43′36″W / 39.07167°N 89.72667°W，而該地的平均海拔高度為209米（即686英尺）。

## 人口
根據2010年美國人口普查的數據，芒特奧利夫的面積為3.00平方千米，當中陸地面積為2.99平方千米，而水域面積為0.01平方千米。當地共有人口2099人，而人口密度為每平方千米699.67人。